# Hylarana
Hylarana é um género de anfíbios da família Ranidae. Está distribuído por Índia, Nepal, Bangladesh, Mianmar, Tailândia, Indochina, China, Taiwan, Indonésia e Filipinas.

## Espécies
- Hylarana erythraea (Schlegel, 1837)
- Hylarana macrodactyla Günther, 1858
- Hylarana taipehensis (Van Denburgh, 1909)
- Hylarana tytleri Theobald, 1868